# Zorbing
Zorbing ist eine Freizeitaktivität, bei der ein oder mehrere Menschen im Inneren einer aufblasbaren, meistens transparenten, doppelhülligen Kugel aus PVC einen Abhang hinunter oder auch auf einer flachen Strecke rollen. Diese Bewegungsform gibt es auch auf Wasser, Schnee und Eis.

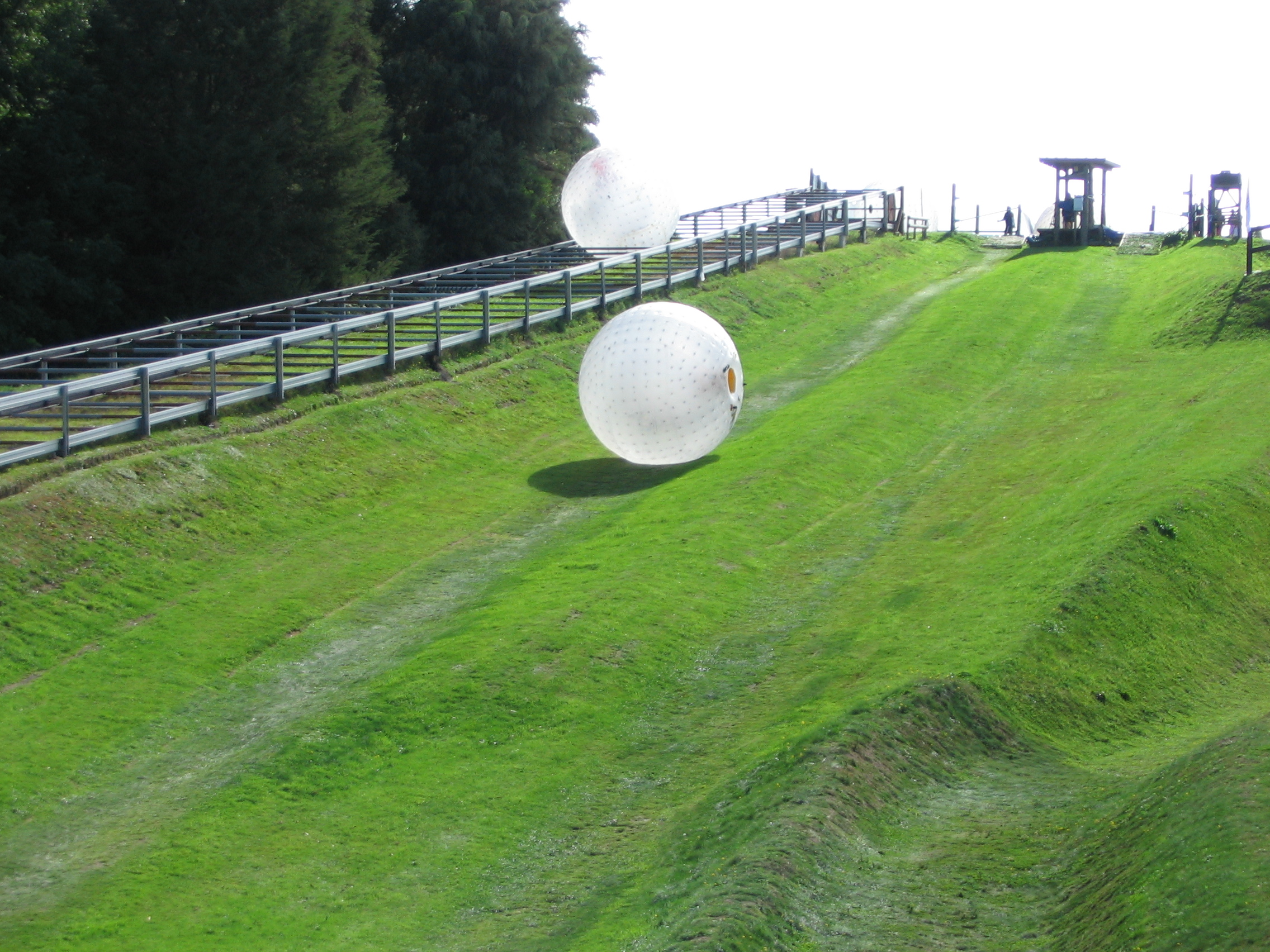
Zorbs auf einer Strecke in Rotorua, Neuseeland

## Beschreibung
Das Zorb genannte Gerät besteht aus einem runden netzartigen Metallstützgerüst (mehr als tausend gleich lange kurze Seile), das innen und außen mit strapazierfähigem und durchsichtigem Plastikmaterial überzogen ist. Beide Oberflächen sind durch einen Einstiegskanal verbunden. Beim Hydrozorbing wird in den Kanal ein dem Durchmesser des Einstiegskanals entsprechender kleiner durchsichtiger Ball zur Abdichtung eingesetzt. Die innere Kugel hat einen Durchmesser von etwa 1,90 Meter und befindet sich in der größeren Kugel mit 3,20 Meter Durchmesser (Werte der neuseeländischen Erzeugnisse). Der Zwischenraum wird mit circa 14 Kubikmetern Luft gefüllt. Der Einstieg erfolgt durch einen durch die beiden Hüllen führenden, etwas taillierten Tunnel.
Ein einsatzbereites Zorb wiegt durchschnittlich 80–90 kg.
Es sind mehrere Fortbewegungsarten des Zorbing möglich, unterschieden wird dabei in Hydro-Zorbing (entweder Wasser innen – als Waschzyklus verspottet – oder Bewegung auf dem Wasser) und das Herabrollen von Hängen oder auf Stränden, so ergibt sich das Sommer- und Wintervergnügen. 
Meistens sind im Inneren Griffe und Gurte angebracht, an denen sich der Zorbonaut genannte Insasse festhalten kann. Es existieren aber auch gurtlose Modelle, in denen sich der Nutzer wie in einem Joggingball beziehungsweise Laufrad fortbewegen kann. Durch den großen statischen Auftrieb ist dies auch auf dem Wasser möglich. Andere Zorbs sorgen, mit etwas Wasser gefüllt, beim Bergabrollen für ein Gefühl wie in einer sich um den Zorbonauten drehenden Wasserrutsche.

## Geschichte
Gerät und Aktivität wurden um 1984 von den Wissenschaftlern Dwane van der Sluis und Andrew Akers in Neuseeland erfunden, die beiden hatten sich von Da Vincis Darstellung eines Menschen in einem Kreis inspirieren lassen. Nach mehreren Monaten des Experimentierens schufen sie ein ZORB genanntes Kugelgebilde und ließen es im August 1985 unter diesem Namen mit dem Zusatz Doppel-Haut-Kugel (double skin sphere) patentieren.
Van der Sluis und Akers planen die Sportdisziplin Extremzorbing. Diese ist eine der bekanntesten Sportarten in Neuseeland.

## Verbreitung und Herstellung der Zorbs
Eine gute Vermarktung sicherte die schnelle Verbreitung des Zorbing in der ganzen Welt, auf Gras- oder Schneehängen, am Strand, auf dem Wasser. 
Die Kugeln werden von einer Tochterfirma der Zorb Limited in Neuseeland dort auch gefertigt. Der Musiker Peter Gabriel integrierte 2003 einen Zorb in die Bühnenshow seiner Growing-Up-Tour bei dem Lied Growing Up und zeigte sich damit auch an öffentlichen Plätzen, zum Beispiel im Vorfeld seines Konzertes in der Innenstadt von Mailand. Im Jahr 2005, also 20 Jahre nach der Entwicklung, wurden auf der Zorb-Homepage bereits Orte in 23 Ländern angegeben, in denen Zorbing betrieben wird. Im 21. Jahrhundert finden sich Zorbing-Aktivitäten hauptsächlich in Neuseeland, Australien, Europa, China und Argentinien. In den USA ist Zorbing bisher (Stand 2018) wenig vertreten. 
Die Zorbs können gekauft werden oder stehen auf den von Franchisenehmern betriebenen Anlagen zur Verfügung, sie können samt Personal für Events auch gemietet werden.
In Europa wurde der Zorb von einer speziellen österreichischen Sportartikelfirma (ntc – new technology) als Extremport-Gerät für Berghänge, auch schneebedeckte, nachentwickelt. Das Motto des Anbieters lautet: „Genießen Sie das neue Drehgefühl in der Schwerelosigkeit!“
In Deutschland gibt es ein ZORB-Zentrum in Unteraltenbernheim. Im Bundesland Bayern bieten weitere Clubs oder Reiseunternehmen diese 40 Jahre alte Outdooraktivität an.

## Sicherheit
Wie bei vergleichbaren Sport- und Unterhaltungsarten müssen Vorkehrungen getroffen werden, die auch bei einem Abkommen von der vorgesehenen Strecke die Gefahren minimieren.
Eine nicht ausreichende Absicherung kann zu tödlichen Unfällen führen, wie ein Fall im russischen Skigebiet Dombai im Nordkaukasus zeigt, bei dem eine Person beim Zorbing starb und eine weitere schwer verletzt wurde, nachdem der Zorb von der Piste abkam und unkontrolliert über Felsen in Richtung Tal rollte. Zuvor hatte sich im Juni 2009 bereits ein tödlicher Zorbing-Unfall in der Tschechischen Republik ereignet.